# Chilegir
Chilegir (azerbajdzjanska: Çılğır) är en ort i Azerbajdzjan.   Den ligger i distriktet Xaçmaz Rayonu, i den nordöstra delen av landet, 160 km nordväst om huvudstaden Baku. Chilegir ligger 33 meter över havet och antalet invånare är 609.
Terrängen runt Chilegir är lite kuperad. Närmaste större samhälle är Xaçmaz, 7,2 km söder om Chilegir.
Trakten runt Chilegir består till största delen av jordbruksmark. Runt Chilegir är det ganska tätbefolkat, med 129 invånare per kvadratkilometer.